# Juneghan
Juneghan (persan : جونقان) est une ville du district central situé dans la préfecture de Farsan dans la province du Tchaharmahal-et-Bakhtiari en Iran, à environ 50 km au sud-ouest de Shahrekord, et desservie par la route Shahrekord – Masjed Soleiman. 

## Population
La ville est essentiellement constituée d'une population turcophone d'origine kachkaï, alors que les villes et villages aux alentours sont peuplés de bakhtiaris et de chārmahāli. Lors du recensement de 2006, la population de la ville était de 14 433 habitants répartis dans 3 437 familles.